# Sommerhausen
Sommerhausen est un bourg de l'arrondissement de Wurtzbourg en Bavière.

## Géographie
Sommerhausen est situé sur la rive droite du Main à 13 kilomètres au sud de Wurtzbourg.
Outre la viticulture, le tourisme et l'art jouent un grand rôle. Juste en face de Sommerhausen sur l'autre rive du Main se trouve Winterhausen. Les deux localités doivent leur nom à leur saint patron (Kirchenpatronen). Ainsi Bartholomäus, le saint patron de Sommerhausen est né en été (Sommer en allemand), tandis que Nikolaus celui de Winterhausen est né en hiver (Winter en allemand).

## Histoire
Dès le Moyen Âge, Sommerhausen était une commune importante le long du Main. Elle ne dépendait pas du prince-évêque de Wurtzbourg, car les habitants avaient embrassé la réforme, de telle manière que Sommerhausen constituait une enclave protestante en Franconie majoritairement catholique.

Le mur d'enceinte du Moyen Âge a été préservé jusqu'à nos jours tout comme presque tous les bâtiments du centre de la localité situés dans des rues étroites. L'hôtel de ville date du XVIe siècle.

## Jumelage
Depuis le début des années 1990, Sommerhausen est jumelée avec le village français de Vernou-sur-Brenne. De nombreuses personnes des deux communes se rencontrent chaque année une fois d'un côté une fois de l'autre.

## Culture et curiosités

### Théâtre
Au cours des années 1950, plusieurs films y ont été tournés. En 1950, la famille d'artistes Malipiero créa un théâtre de 50 places assises et une toute petite scène dans une vieille tour de la ville où Dieter Nuhr donna sa première représentation de cabaret. Au cours des années 1970, le théâtre fut repris par Veit Relin.